# Majaky (Kramatorsk)
Majaky (ukrainisch Маяки; russisch Маяки Majaki) ist ein Dorf im Norden der ukrainischen Oblast Donezk mit 1286 Einwohnern (2020).

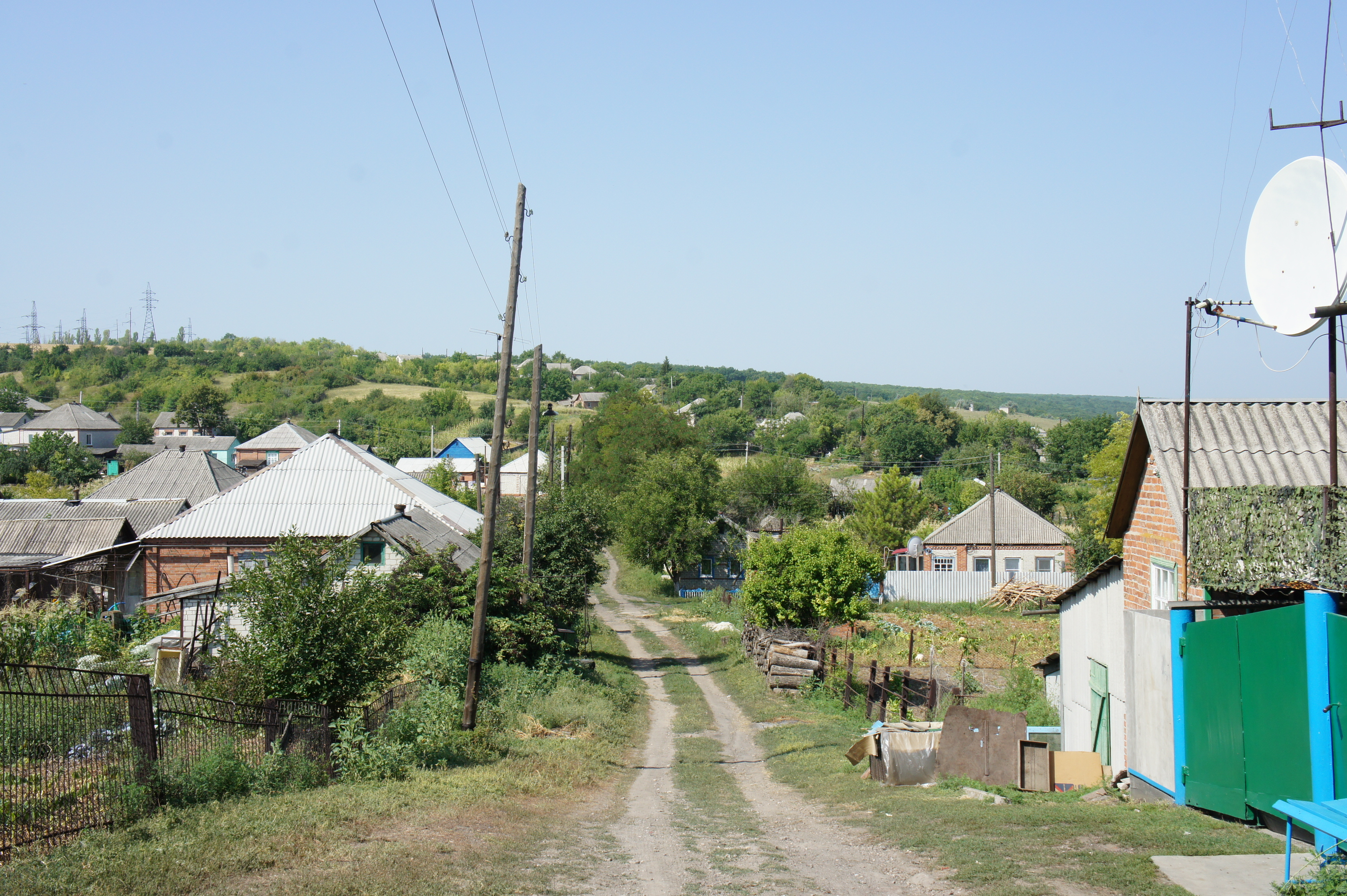
Blick ins Dorf

Majaky liegt am Ufer des Siwerskyj Donez etwa 135 km nördlich vom Oblastzentrum Donezk und 15 km nördlich vom ehemaligen Rajonzentrum Slowjansk. Südlich des Dorfes verläuft die Fernstraße M 03.
Am 12. Juni 2020 wurde das Dorf ein Teil neugegründeten Stadtgemeinde Swjatohirsk, bis bildete es zusammen mit den Dörfern Pryschyb (Пришиб), Sydorowe (Сидорове) und Tetjaniwka (Тетянівка) die Landratsgemeinde Majaky (Маяківська сільська рада/Majakiwska silska rada) im Nordosten des Rajons Slowjansk.
Am 17. Juli 2020 wurde der Ort ein Teil des Rajons Kramatorsk.